# Nguyễn Bửu Đồng
Gioan Baotixita Nguyễn Bửu Đồng (1912 – 30 tháng 1 năm 1968) là một linh mục Công giáo La Mã người Việt ở thành phố Huế, người đã bị Việt Cộng sát hại trong cuộc Tổng tiến công và nổi dậy Tết Mậu Thân năm 1968.

## Cuộc đời
Xuất thân là Hoàng tử triều Nguyễn, Bửu Đồng là chánh xứ của một làng phía đông thành phố Huế. Ông là cháu của Vua Minh Mạng, trong khi cha của ông là Bộ trưởng Bộ Nội vụ thời Bảo Đại. Vì khu vực này có nhiều người Việt Nam sinh sống, ông đã làm việc chăm chỉ để giữ mối quan hệ tốt đẹp với cả họ và Quân Lực Việt Nam Cộng hòa (QLVNCH) trong suốt cuộc chiến. Năm 1967, ông được cho là đã mời cả Việt Cộng và quân nhân QLVNCH ngồi lại với nhau trong bữa tối Giáng Sinh. Ông nhận máy may cho giáo dân của mình từ các chương trình USAID của Mỹ.

## Bị giết chết
Vào ngày mồng một Tết Mậu Thân, 30 tháng 1 năm 1968, quân Việt Cộng dẫn Bửu Đồng đến một ngôi chùa gần đó để thẩm vấn. Ông sau đó đã được thả sau một lời kêu gọi nồng nhiệt của các trưởng lão trong giáo xứ của ông. Năm ngày sau, Việt Cộng quay trở lại và lục soát nhà xứ của ông, thu giữ ống nhòm, máy ảnh, máy đánh chữ và ảnh chân dung Chủ tịch Hồ Chí Minh, bộ đội dẫn linh mục 57 tuổi và hai chủng sinh đi. Thi hài của ông được tìm thấy vào ngày 8 tháng 11 năm 1969 tại Lương Viện, cách Huế khoảng 30 km về phía đông bắc. Thi thể của hai linh mục Công giáo khác nằm trong cùng một ngôi mộ. Vị trí này có một loạt ngôi mộ với tổng số 20 thi thể.

## Bức thư
Trong hộp đựng kính của ông, ông tìm được ba chữ cái. Một là cho cha, mẹ già của ông, một cho anh em, chị em và anh em họ của ông. Bức thư thứ ba là cho giáo dân của ông. Bức thư này như sau:
"Hỡi các giáo dân yêu dấu của Cha, Đây là cơ hội cuối cùng để Cha viết thư cho các con và nhắc nhở các con về bài học của Thánh Phê-rô trên con thuyền trong cơn bão [ba từ không thể đọc được] đức tin. Những lời chào mừng của Cha vào đầu Xuân này là hy vọng rằng những việc làm của Cha trong đức tin giữa các con sẽ khiến các con nhớ đến [hai từ không thể đọc được] vì cuộc đời tôi sắp kết thúc theo ý muốn của Đức Chúa Trời. Hãy yêu thương nhau và tha thứ cho những điều sai trái của con, cùng con tạ ơn Chúa. Xin Chúa tha thứ mọi tội lỗi cho con và nhớ yêu thương và cầu nguyện cho con để con luôn sống tin tưởng và kiên nhẫn trong lúc khó khăn để đem lại bình an cho Chúa Kitô và phục vụ tinh thần Chúa cũng như lợi ích của mọi người nơi Mẹ Ma-ri-a. Xin cầu nguyện cho con được thanh thản, sáng suốt, can đảm trước mọi nghịch cảnh về tinh thần, thể xác và phó thác cuộc đời con cho Chúa qua bàn tay của Đức Mẹ. Với lời hứa gặp lại nhau trên Thiên đường, Cha mong duyên lành cho tất cả các bạn, các con của Cha."